# Imrich Bugár
Imrich Bugár (* 14. dubna 1955, v obci Ohrady poblíž města Dunajská Streda, nynější Slovenská republika) je bývalý československý atlet maďarské národnosti (maďarská varianta jeho jména je Bugár Imre), diskař, stříbrný z olympiády 1980 v Moskvě. Je zároveň mistrem Evropy z roku 1982 a mistrem světa z roku 1983. Výška 195 cm a váha 120 kg v roce 1985.
Byl vlajkonošem československé výpravy při slavnostním zahájení Letních olympijských her v roce 1988 v Soulu.
Jeho osobní rekord je 71,26 metru z roku 1985. Průměr jeho deseti nejlepších výkonů je 70,12 metru, průměr z 50 nejlepších závodů je 67,02 metru. Byl šestkrát zvolen v (mužské kategorii) nejlepším československým atletem roku (1980–1985) a jednou Sportovcem roku (1982). V hodu diskem překonal šestkrát československý rekord a celkem patnáctkrát (v rozmezí 17 sezón, 1978–1994) se stal v této disciplíně mistrem republiky.

## Životopis
Ve svém rodišti absolvoval maďarskou základní školu, a přestože byl rovněž nadaným házenkářem (hrál za školní družstvo v obci Trhové Mýto v okrese Dunajská Streda), začal se už tam věnovat hodu diskem, k němuž ho přitáhl tamní trenér Vincenc Vendégh. V 15 letech vyhrál okresní přebor v Dunajské Stredě, když dosáhl s 1,5 kg diskem (bez otočky, kterou tehdy ještě neovládal) výkonu 31,14 metru. Poté odešel do Bratislavy, kde se v tamním Slovnaftu vyučil elektromontérem a naučil se slovensky – předtím mluvil pouze maďarsky (sám vzpomíná, že první nominační dopis na utkání dorostenců se Švédskem mu musel v jeho rodné obci přeložit tamní farář do maďarštiny). Disku se věnoval i v Bratislavě, kde ho trénoval bývalý skokan o tyči Vladimír Hurtoň. Když měl nastoupit vojenskou základní službu, očekávalo se, že nastoupí do Dukly Banská Bystrica. Tento klub ho ovšem – podle Bugárových vlastních slov – nechtěl, a tak 1. 10. 1974 zamířil do Dukly Praha, oddílu, jemuž nakonec zůstal celoživotně věrný. Jeho trenérem se v Dukle stává Miloslav Vlček, který pak léta stojí v pozadí všech Bugárových úspěchů. Jako atlet pražské Dukly absolvoval Imrich Bugár celkem 457 závodů. V době své aktivní dráhy vystudoval Imrich Bugár v Praze dálkově gymnázium a poté distančně také FTVS Univerzity Karlovy, kterou absolvoval v roce 1990 (titul Mgr.).
Jako jeden z mála československých sportovců se pokoušel v roce 1984 vzdorovat tehdejšímu bojkotu olympijských her v Los Angeles (před funkcionáři tehdejšího Československého svazu tělesné výchovy prohlašoval, že na hry pojede třeba za své vlastní peníze) a byl kárán za nepříliš dobré umístění na náhradní akci, která byla pro sportovce socialistických zemí uspořádána pod názvem Družba v Moskvě.
Sportovní kariéru ukončil slavnostně a za účasti sponzorů 17. září 1995, po skončení svého posledního závodu – závěrečného kola atletické extraligy v Praze Na Julisce, kde obsadil výkonem 55,44 m druhé místo. Zakrátko nato, 22. 9. 1995, mu tehdejší prezident Mezinárodního olympijského výboru Juan Antonio Samaranch v Praze udělil Olympijský řád, který zároveň s Imrichem Bugárem převzala i Dana Zátopková.
Po skončení aktivní činnosti zůstal zaměstnancem pražské Dukly, pracovníkem referátu zahraničních sportovních styků ASC Dukla. Byl také manažerem mezinárodního diskařského mítinku Memoriál Ludvíka Daňka v Turnově.
Oženil se v Čechách. S manželkou Olgou, která pochází z Hradce Králové (tam se také Bugár ženil), má dceru Olgu (* 18. 12. 1995). Imrich Bugár je již dědečkem, v roce 2019 se narodila vnučka Sofie.
V roce 2006 se neúspěšně pokusil kandidovat do Senátu na Jablonecku jako nestraník za ČSSD. Není bez zajímavosti, že tehdy proti němu kandidovali dva reprezentační kolegové, účastníci pražského atletického mistrovství Evropy 1978 – bývalý běžec na 400 metrů Karel Kolář (do druhého kola senátních voleb rovněž nepostoupil) a bývalý běžec na 110 metrů překážek Jiří Čeřovský (který do druhého kola voleb postoupil, ale prohrál v něm s protikandidátkou).
V roce 2012 je místopředsedou pro sport v Českém klubu olympioniků. V říjnu 2012 byl v České Lípě na oslavách 65. výročí tamního Atletic Clubu.
Na podzim 2013 se aktivně zúčastnil taneční soutěže a pořadu České televize Star Dance. S taneční partnerkou Jitkou Šorfovou se umístil na třetím místě.

## Osobní rekordy
- hod diskem 71,26 m (San Jose 25. 5. 1985)
- vrh koulí 15,46 m (1986)

## Největší úspěchy
- 1978: první československý mistrovský titul, výrazné vítězství nad Ludvíkem Daňkem (65,96 versus 61,30 m)
- 1978: Mistrovství Evropy v atletice 1978 – 3. místo
- 1979: Univerziáda – 5. místo
- 1980: LOH 1980 – 2. místo
- 1981: Spartakiáda spřátelených armád v Budapešti – 1. místo
- 1981: Světový pohár – 3. místo
- 1982: Mistrovství Evropy v atletice 1982 – 1. místo
- 1983: Mistrovství světa v atletice 1983 – 1. místo
- 1985: Evropský pohár (A-finále) v Moskvě - 1. místo (66,80 m)
- 1985: Grand Prix IAAF – 1. místo v hodu diskem v historicky prvním ročníku této soutěže
- 1985: Spartakiáda spřátelených armád v Bydhošti – 1. místo
- 1985: Světový pohár – 4. místo
- 1986: Mistrovství Evropy v atletice 1986 – 8. místo
- 1987: Mistrovství světa v atletice 1987 – 7. místo
- 1987: Grand Prix IAAF – 2. místo v hodu diskem
- 1988: LOH 1988 – 12. místo
- 1989: Spartakiáda spřátelených armád v Sofii - 2. místo
- 1990: Mistrovství Evropy v atletice 1990 – 7. místo
- 1991: Mistrovství světa v atletice 1991 – kvalifikace
- 1992: LOH 1992 – kvalifikace
- 1993: Mistrovství světa v atletice 1993 – kvalifikace

## Československé rekordy Imricha Bugára
- 67,44 m, Gottwaldov 8. 8. 1981. Na „Velké ceně Gottwaldova“, v nynějším Zlíně, se Imrich Bugár stal poprvé československým rekordmanem v hodu diskem. Plných 18 předchozích let (1963–1981) byl tento rekord v rukou Ludvíka Daňka, který jej naposledy překonal výkonem 67,18 m (Praha, 10. 7. 1974). Bugár začal ve Zlíně nenápadným výkonem 59,02 metru, pak se ale sérii od série zlepšoval (63,48 m, 65,64 m, 66,02 m, 66,12 m) a v posledním pokusu poslal disk na rekordní vzdálenost.
- 67,48 m, Budapešť 20. 8. 1981. Na Spartakiádě spřátelených armád hodil Bugár v první sérii 63,92 metru a hned ve druhé sérii vylepšil svůj 12 dnů starý rekord.
- 68,60 m, Praha 16. 8. 1982. V červnu 1982 Imrich Bugár o svůj československý rekord přišel. Při mezistátním atletickém utkání v britském Gatesheadu vytvořil Gejza Valent 13. 6. 1982 nový československý rekord výkonem 67,56 metru. Za dva měsíce, na Memoriálu Evžena Rošického v Praze, však pokusem dlouhým 68,60 m získal Imrich Bugár rekord znovu pro sebe.
- 70,06 m, Zaragoza 22. 5. 1983. Na mítinku ve španělské Zaragoze překonal Imrich Bugár poprvé hranici 70 metrů a stal se historicky prvním československým diskařem, který dokázal tuto hranici přehodit.
- 70,72 m, Schwechat 18. 6. 1983. Na mezistátním atletickém utkání tří zemí v rakouském Schwechatu zlepšil Bugár (podruhé v sezóně historicky prvního atletického mistrovství světa) svůj národní rekord.
- 71,26 m, San Jose 25. 5. 1985. Svého posledního rekordu dosáhl Bugár na americkém turné, na které se na jaře 1985 vypravil společně s Jarmilou Kratochvílovou a Gejzou Valentem. Trojice českých atletů přijela do USA především proto, aby tu ve svých disciplínách získala první body na úvodních mítincích atletické Grand Prix, kterou IAAF uvedla jako zcela nový typ bodovací soutěže právě v roce 1985 a která byla prapředchůdkyní dnešní Diamantové ligy. Zahajovací mítinky Grand Prix se konaly v San Jose a v Eugene a ještě před nimi startoval Bugár na závodech v Los Angeles, kde 18. 5. 1985 dosáhl vynikajícího výkonu 69,02 metru. Samotný mítink v kalifornském San Jose přinesl úžasné výkony – čtyři první diskaři se dostali za hranici 68 metrů – chyběl ovšem pátý (tehdejší pravidla Grand Prix vyžadovala, aby na každém závodu, měl-li být bodován, startovalo nejméně 5 atletů ze světové padesátky v příslušné disciplíně). Ale ani fakt, že za svůj výkon nedostane žádné body, neodradil Bugára od maximálního nasazení hned v prvním pokusu, ve kterém hodil nový rekord 71,26 metru. Druhý v soutěži skončil Nor Knut Hjeltens (69,92 m), třetí Američan Art Burns (69,10 m) a čtvrtý Gejza Valent (68,40 m). Bugár měl v soutěži celkem 4 pokusy za hranici 65 metrů – v třetí sérii hodil ještě 68,88 metru a ve čtvrté sérii 67,80 metru. Bugárův rekord nebyl překonán ani po 37 letech (2022) a je téměř vyloučeno, že by ho někdo ze současné generace českých diskařů dokázal vylepšit. Ve světovém žebříčku rekordů dosud zaujímá jedenácté místo, o které se dělí s Johnem Powelem a Richardem Bruchem.[3]

Imrich Bugár dosáhl 10. 7. 1981 v norském Spikkestadu výkonu 67,56 metru, který byl lepší nežli tehdejší československý rekord Ludvíka Daňka, Bugár však tento hod předvedl v exhibici.

## Výkony Imricha Bugára vjednotlivých sezónách

### disk 1,5 kilogramu
| rok  | výkon   |
| ---- | ------- |
| 1970 | 39,26 m |
| 1971 | 44,42 m |

### disk 2 kilogramy
| rok  | výkon   | pořadí svět | pořadí Evropa | pořadí Československo                   |
| ---- | ------- | ----------- | ------------- | --------------------------------------- |
| 1972 | 44,44 m |             |               |                                         |
| 1973 | 48,22 m |             |               |                                         |
| 1974 | 51,38 m |             |               |                                         |
| 1975 | 53,88 m |             |               | 14                                      |
| 1976 | 57,52 m |             |               | 7                                       |
| 1977 | 62,54 m |             |               | 3                                       |
| 1978 | 65,96 m | 5           | 3             | 1                                       |
| 1979 | 64,88 m | 18          | 10            | 1                                       |
| 1980 | 66,38 m | 19          | 10            | 1                                       |
| 1981 | 67,48 m | 6           | 3             | 1                                       |
| 1982 | 68,60 m | 5           | 3             | 1                                       |
| 1983 | 70,72 m | 5           | 2             | 1                                       |
| 1984 | 70,26 m | 5           | 2             | 1                                       |
| 1985 | 71,26 m | 1           | 1             | 1                                       |
| 1986 | 67,38 m | 8           | 5             | 1                                       |
| 1987 | 67,22 m | 11          | 8             | 1                                       |
| 1988 | 66,42 m | 15=         | 13            | 1–2 (shodným výkonem s Gejzou Valentem) |
| 1989 | 66,84 m | 21          | 14            | 2                                       |
| 1990 | 63,46 m | 36          | 29            | 1                                       |
| 1991 | 62,96 m | 37          | 25            | 2                                       |
| 1992 | 64,14 m | 29          | 20            | 1                                       |
| 1993 | 61,72 m | 44          | 28            | 1 (v České republice)                   |
| 1994 | 61,22 m | 39          | 26            | 1 (v České republice)                   |
| 1995 | 55,98 m |             |               | 3 (v České republice)                   |

## Imrich Bugár vatletických tabulkách své doby

### světové tabulky vhodu diskem mužů vroce 1982
| výkon | atlet                               | pořadí | místo           | datum     |
| ----- | ----------------------------------- | ------ | --------------- | --------- |
| 70,58 | Luis Delís (Kuba), 1957             | 1      | Salinas         | 19.5.1982 |
| 69,96 | Art Burns (USA), 1954               | 1      | Hayward         | 26.6.1982 |
| 69,44 | Georgij Kolnootčenko (SSSR),1959    | 1      | Indianapolis    | 3.7.1982  |
| 69,16 | Jurij Dumčev (SSSR), 1958           | 1      | Moskva          | 5.2.1982  |
| 68,60 | Imrich Bugár (Československo), 1955 | 1      | Praha           | 16.8.1982 |
| 68,52 | Igor Duginěc (SSSR), 1956           | 1      | Kyjev           | 21.8.1982 |
| 68,50 | Ben Plucknett (USA), 1954           | 2      | Hayward         | 26.6.1982 |
| 68,50 | Armin Lemme (NDR), 1955             | 1      | Karl-Marx-Stadt | 10.7.1982 |
| 68,32 | John Powell (USA), 1947             | 1      | Londýn          | 30.8.1982 |
| 68,20 | Mac Wilkins (USA), 1950             | 2      | Knoxville       | 20.6.1982 |

### dlouhodobé světové tabulky vhodu diskem mužů k31. 12. 1982
| výkon | atlet                               | pořadí | místo         | datum     |
| ----- | ----------------------------------- | ------ | ------------- | --------- |
| 72,34 | Ben Plucknett (USA), 1954           | 1      | Stockholm     | 7.7.1981  |
| 71,16 | Wolfgang Schmidt (NDR), 1954        | 1      | Berlín        | 9,.8.1978 |
| 70,98 | Mac Wilkins (USA), 1950             | 1      | Helsinky      | 9.7.1980  |
| 70,58 | Luis Delís (Kuba), 1957             | 1      | Salinas       | 19.5.1982 |
| 70,38 | Jay Silvester (USA), 1937           | 1      | Lancaster     | 16.5.1971 |
| 69,98 | John Powell (USA), 1947             | 2      | Modesto       | 16.5.1981 |
| 69,96 | Art Burns (USA), 1954               | 1      | Hayward       | 26.6.1982 |
| 69,50 | Knut Hjeltnes (Norsko), 1951        | 1      | Modesto       | 12.5.1979 |
| 69,46 | Al Oerter (USA), 1936               | 1      | Wichita       | 31.5.1980 |
| 69,44 | Georgij Kolnootčenko (SSSR), 1959   | 1      | Indianapolis  | 3.7.1982  |
| 69,40 | Art Swarts (USA), 1945              | 1      | Scotch Plains | 8.12.1979 |
| 69,20 | Ken Stadel (USA), 1952              | 2      | Walnut        | 16.6.1979 |
| 69,16 | Jurij Dumčev (SSSR), 1958           | 1      | Moskva        | 2.5.1982  |
| 68,60 | Imrich Bugár (Československo), 1955 | 1      | Praha         | 16.8.1982 |

### světové tabulky vhodu diskem mužů vroce 1983
| výkon | atlet                               | pořadí | místo      | datum      |
| ----- | ----------------------------------- | ------ | ---------- | ---------- |
| 71,86 | Jurij Dumčev (SSSR), 1958           | 1      | Moskva     | 29.5.1983  |
| 71,32 | Ben Plucknett (USA), 1954           | 1      | Eugene     | 4.6.1983   |
| 71,18 | Art Burns (USA), 1954               | 1      | San Jose   | 19.7.1983  |
| 71,06 | Luis Delís (Kuba), 1957             | 1      | Havana     | 21.5.1983  |
| 70,72 | Imrich Bugár (Československo), 1955 | 1      | Schwechat  | 18.6.1983  |
| 70,36 | Mac Wilkins (USA), 1950             | 1      | Modesto    | 14.5.1983  |
| 70,00 | Juan Martínez (Kuba), 1958          | 2      | Havana     | 21.5.1983  |
| 68,70 | Art Swarts (USA), 1945              | 1      | Long Beach | 12.11.1983 |
| 68,30 | John Powell (USA), 1947             | 1      | San Jose   | 28.5.1983  |
| 68,12 | Iosif Nagy (Rumunsko), 1946         | 2      | Zaragoza   | 22.5.1983  |

### dlouhodobé světové tabulky vhodu diskem mužů k31. 12. 1983
| výkon | atlet                               | pořadí | místo     | datum     |
| ----- | ----------------------------------- | ------ | --------- | --------- |
| 72,34 | Ben Plucknett (USA), 1954           | 1      | Stockholm | 7.7.1981  |
| 71,86 | Jurij Dumčev (SSSR), 1958           | 1      | Moskva    | 29.5.1983 |
| 71,18 | Art Burns (USA), 1954               | 1      | San Jose  | 19.7.1983 |
| 71,16 | Wolfgang Schmidt (NDR), 1954        | 1      | Berlín    | 9.8.1978  |
| 71,06 | Luis Delís (Kuba), 1957             | 1      | Havana    | 21.5.1983 |
| 70,98 | Mac Wilkins (USA), 1950             | 1      | Helsinky  | 9.7.1980  |
| 70,72 | Imrich Bugár (Československo), 1955 | 1      | Schwechat | 18.6.1983 |
| 70,38 | Jay Silvester (USA), 1937           | 1      | Lancaster | 16.5.1971 |
| 70,00 | Juan Martínez (Kuba), 1958          | 2      | Havana    | 21.5.1983 |
| 69,98 | John Powell (USA), 1947             | 2      | Modesto   | 16.5.1981 |

## Nejlepší výkony Imricha Bugára vhodu diskem
| výkon   | pořadí | místo     | datum     | závod                                                                        |
| ------- | ------ | --------- | --------- | ---------------------------------------------------------------------------- |
| 71,26 m | 1      | San Jose  | 25.5.1985 | Jennerův memoriál / Bruce Jenner Classic, zároveň závod atletické Grand Prix |
| 70,72 m | 1      | Schwechat | 18.6.1983 | mezistátní atletické utkání Rakousko-Československo-Maďarsko)                |
| 70,26 m | 1      | Cagliari  | 8.9.1984  | mezistátní atletické utkání Itálie-Československo                            |
| 70,24 m | 1      | Nitra     | 29.8.1984 |                                                                              |
| 70,06 m | 1      | Zaragoza  | 22.5.1983 |                                                                              |
| 69,94 m | 1      | Brusel    | 24.8.1984 | Van Dammeho memoriál                                                         |
| 69,92 m | 1      | Brno      | 22.8.1983 |                                                                              |
| 69,88 m | 1      | Praha     | 8.8.1984  |                                                                              |
| 69,60 m | 1      | Znojmo    | 19.5.1984 | Velká cena Znojma                                                            |
| 69,36 m | 1      | Ohrady    | 24.8.1983 |                                                                              |

## Domácí mistrovské tituly Imricha Bugára

### mistr Československa (před rokem 1993)
| rok  | výkon   |
| ---- | ------- |
| 1978 | 65,96 m |
| 1979 | 62,54 m |
| 1980 | 62,42 m |
| 1981 | 65,16 m |
| 1982 | 66,86 m |
| 1983 | 66,40 m |
| 1984 | 67,98 m |
| 1985 | 68,18 m |
| 1986 | 66,64 m |
| 1988 | 65,36 m |
| 1990 | 62,48 m |
| 1991 | 61,86 m |
| 1992 | 62,66 m |

V letech 1987 a 1989 byl poražen Gejzou Valentem.

### mistr České republiky (po roce 1993)
| rok  | výkon   |
| ---- | ------- |
| 1993 | 58,20 m |
| 1994 | 59,52 m |

V roce 1995 Imrich Bugár na mistrovství České republiky nestartoval.

## Imrich Bugár vanketě onejlepšího atleta Československa a České republiky
Imrich Bugár šestkrát zvítězil v anketě o nejlepšího československého atleta roku, kterou každoročně (pod měnícími se názvy) vyhlašoval jako čtenářskou korespondenční anketu měsíčník Atletika a která byla předchůdcem současné ankety Atlet roku. Zatímco od založení ankety v roce 1962 byli muži a ženy voleni do společného žebříčku, v době největších úspěchů Imricha Bugára (v letech 1978–1988) byly žebříčky vedeny odděleně pro muže a ženy. Imrich Bugár se tedy při všech svých vítězstvích o prvenství de facto dělil s Jarmilou Kratochvílovou a Zdeňkou Šilhavou, které byly v letech 1980–1985 první v ženské části ankety.

### vČeskoslovensku
| rok  | potřadí   | poznámka                                                     |
| ---- | --------- | ------------------------------------------------------------ |
| 1978 | 2. místo  |                                                              |
| 1979 | 3. místo  |                                                              |
| 1980 | 1. místo  | spolu s Jarmilou Kratochvílovou (oddělené pořadí mužů a žen) |
| 1981 | 1. místo  | spolu s Jarmilou Kratochvílovou (oddělené pořadí mužů a žen) |
| 1982 | 1. místo  | spolu s Jarmilou Kratochvílovou (oddělené pořadí mužů a žen) |
| 1983 | 1. místo  | spolu s Jarmilou Kratochvílovou (oddělené pořadí mužů a žen) |
| 1984 | 1. místo  | spolu se Zdeňkou Šilhavou (oddělené pořadí mužů a žen)       |
| 1985 | 1. místo  | spolu s Jarmilou Kratochvílovou (oddělené pořadí mužů a žen) |
| 1986 | 2. místo  |                                                              |
| 1987 | 8. místo  |                                                              |
| 1988 | ---       | vyhlášeno jen 5 nejlepších mužů a 5 nejlepších žen           |
| 1989 | ---       |                                                              |
| 1990 | 6. místo  |                                                              |
| 1991 | ---       | vyhlášeni jen 4 nejlepší muži a 4 nejlepší ženy              |
| 1992 | 19. místo | společné pořadí mužů a žen                                   |

### vČeské republice
| rok  | pořadí    | poznámka                   |
| ---- | --------- | -------------------------- |
| 1993 | 23. místo | společné pořadí mužů a žen |
| 1994 | ---       |                            |
| 1995 | ---       |                            |

## Imrich Bugár vročních žebříčcích (world rankings) časopisu Track & Field News

### hod diskem
| rok  | pořadí   |
| ---- | -------- |
| 1978 | 5. místo |
| 1979 | ---      |
| 1980 | 8. místo |
| 1981 | 6. místo |
| 1982 | 2. místo |
| 1983 | 1. místo |
| 1984 | 2. místo |
| 1985 | 2. místo |
| 1986 | 5. místo |
| 1987 | 7. místo |
| 1988 | ---      |
| 1989 | 8. místo |

## Překonané hranice
| nad 70 metrů    | 5 závodů  |
| nad 69 metrů    | 13 závodů |
| nad 68 metrů    | 24 závodů |
| nad 67 metrů    | 50 závodů |
| nad 66,50 metru | 74 závodů |